# Jerónimo Valdés
Jerónimo Valdés (Astúrias, 1784 — Oviedo, 1855) foi um militar e político espanhol.
Estudou Direito na Universidade de Oviedo onde a invasão francesa na Espanha, em 1808, lhe surpreendeu e o fez alistar-se como voluntário. Sua condição de universitário e a carência de oficiais permitiu sua rápida nomeação a capitão e terminou a guerra contra Napoleão com o grau de tenente-coronel.
Abandandou, definitivamente, seus estudos e marchou para a América com José de La Serna e Hinojosa em 1816. Junto a outros militares, destitui o vice-rei do Peru Joaquín de La Pezuela, que foi substituído por La Serna. Chegou a marechal-de-campo, destacando suas ações em Torata e Corpahuaico. Por causa do desastre de Ayacucho, regressou à Espanha, através da França em 1824.
A morte de Fernando VII, no posto de tenente-general, o fez participar no exército de Maria Cristina de Bourbon, em favor da causa de Isabel II contra seu tio Carlos María Isidro Benito de Borbón na guerra carlista. Nomeado por Maria Cristina vice-rei de Navarra (exerceu a função entre 1833 e 1834), foi General na Chefia do Exército do Norte. Mais tarde foi nomeado ministro da Guerra, tendo ocupado diversos cargos. A chegada de seu antigo subordinado e parceiro Baldomero Espartero à Regência da Espanha durante a menoridade de Isabel II, foi nomeado capitão-general de Cuba. Foi deputado e senador e escreveu uma história sobre a independência do Peru. Ao longo de sua carreira militar obteve a Grande Cruz de Carlos III, a Ordem de Isabel, a católica, a Ordem de São Fernando e a de São Hermenegildo.